# Young Lords
Els Young Lords, també coneguts com a Young Lords Organization (YLO) o Young Lords Party (YLP), va ser una banda de carrer amb seu a Chicago que es va convertir en una organització política pels drets civils i contra el supremacisme blanc. El grup tenia com a finalitat lluitar per l'apoderament i l'autodeterminació de Puerto Rico i d'altres països oprimits del Tercer Món, i l'oposició a la presència militar estatunidenca a l'estranger.
Les tàctiques utilitzades pels Young Lords van ser l'educació obligatòria, les campanyes, els programes comunitaris, les ocupacions i la confrontació directa. Els Young Lords es van convertir en objectiu del programa COINTELPRO de l'FBI.
| « | Exigim la retirada immediata de les forces i bases militars de Puerto Rico, Vietnam i totes les comunitats oprimides dins i fora dels EUA. Cap porto-riqueny hauria de servir a l'exèrcit dels EUA contra els seus germans i germanes perquè l'únic exèrcit veritable de pobles oprimits és l'exèrcit popular per lluitar contra tots els governants. | » |

## Programa de 13 punts
Els Young Lords reclamaven l'empoderament dels barris, i l'autodeterminació de Puerto Rico i de totes les nacions oprimides del món. També van crear un programa de 10 punts inspirat en el programa del Partit Pantera Negra. L'oficina de Nova York va crear un programa de 13 punts després que es separessin de la seu nacional de Chicago:
1. Volem l'autodeterminació per als porto-riquenys: l'alliberament de l'illa i dels Estats Units.
2. Volem l'autodeterminació per a tots els llatins.
3. Volem l'alliberament per a totes les persones del Tercer Món.
4. Som nacionalistes revolucionaris i ens oposem al racisme.
5. Volem el control comunitari de les nostres institucions i terra.
6. Volem una veritable educació de la nostra cultura criolla.
7. Ens oposem als capitalistes i a les aliances amb traïdors.
8. Ens oposem a l'exèrcit amerikkkan.
9. Volem llibertat per a tots els presos polítics.
10. Volem igualtat per a les dones. El masclisme ha de ser revolucionari, no opressor.
11. Lluitem contra l'anticomunisme amb unitat internacional.
12. Creiem que l'autodefensa armada i la lluita armada són l'únic mitjà per a l'alliberament.
13. Volem una societat socialista.[12]